# NFT Ventures
NFT Ventures är ett svenskt riskkapitalbolag grundat 2014.

## Verksamhet
NFT Ventures är ett riskkapitalbolag som investerar i fintech-bolag. Vid varje investering tar företaget en ägarandel om 25–30 procent och investeringarna är ungefär 10 miljoner kronor per bolag.

## Historia
NFT Ventures grundades 2014 av Johan Lundberg och Bonnierkoncernen gick in som stor investerare. Fram till 2016 hade NFT Ventures gått in i bolag som bland andra Tessin, Toborrow, Lånbyte och Leasify. Pär Roosvall gick in som delägare i bolaget 2016.
År 2019 sålde Bonnierkoncernen sin andel i  bolaget, som då var delägare i 27 techbolag, för mellan 100 och 135 miljoner kronor. Köpare var miljardären Håkan Roos. Enligt pressmeddelande 2020 sålde Collector Bank hela sin andel i Collector Ventures, ett gemensamt bolag med NFT Ventures, till NFT Ventures för 330 miljoner kronor. Företaget hade 2022 tillgångar motsvarande 528 miljoner. Dessa hade minskat under 2023 till cirka 409 miljoner.
Tessin, som var en av de första bolagen som företaget investerade i, såldes 2024.